# Pestilence
Pestilence (česky nákaza, epidemická choroba) je nizozemská death metalová kapela založená roku 1986 v Enschede. Zprvu hrála thrash metal, poté přešla na death a do své tvorby implementovala i pro žánr neobvyklé prvky, jazz fusion kupříkladu. Patří mezi první nizozemské death metalové skupiny vedle např. Gorefest, Sinister, Asphyx a Phlebotomized. Charakteristické logo dotváří i typický grafický znak kapely - kulová sféra, který je přítomen na předních obalech téměř všech studiových alb.

## Historie
Zakládajícími členy kapely byli Patrick Mameli (kytara, vokály), Randy Meinhard (kytara) a Marco Foddis (bicí). Nahráli dvě dema, čímž přitáhli pozornost vydavatelské společnosti Roadrunner Records a podepsali s ní smlouvu na LP. Po prvním demu Dysentery z roku 1987 se ke skupině připojil Martin van Drunen (baskytara, vokály). Debutní studiové album Malleus Maleficarum vyšlo v roce 1988. Krátce poté Randy Meinhard opustil kapelu a stal se členem jiného hudebního seskupení s názvem Sacrosanct. Popularita Pestilence rostla s každým vydaným LP, avšak stejně tak i napětí mezi jednotlivými členy. V roce 1994 došlo k rozpadu (po vydání 4 studiových alb).
V roce 2008 se kapela opět zformovala.
K roku 2014 měli Pestilence na kontě 7 dlouhohrajících desek.

## Diskografie

### Dema
- Dysentery (1987)
- The Penance (1987)

### Studiová alba
- Malleus Maleficarum (1988)
- Consuming Impulse (1989)
- Testimony of the Ancients (1991)
- Spheres (1993)
- Resurrection Macabre (2009)
- Doctrine (2011)
- Obsideo (2013)
- Hadeon (2018)
- Exitivm (2021)

### Kompilace
- Mind Reflections (1994)[2]

### Live alba
- Chronicles of the Scourge (2006)